# Oswald Baer (Maler)
Oswald Baer (* 17. Juni 1906 in Bielitz, Österreichisch-Schlesien; † 27. Mai 1941 in Jena) war ein österreichischer Maler der Neuen Sachlichkeit. 

## Leben und Werk
Die Familie seines Vaters, des Gymnasialprofessors Hans Baer (1886–1936), stammte aus Vorarlberg. Nach verschiedenen dienstlich bedingten Umzügen (Reichenberg/Nordböhmen, Trient, Innsbruck) wurde dieser 1938 Direktor des Oberrealgymnasiums Dornbirn. Hans Baer war Abonnent der Zeitschrift Freikörperkultur, strenger Vegetarier und Abstinenzler und ließ seine Kinder während des Sommers zur „Abhärtung“ möglichst unbekleidet an der frischen Luft herumlaufen. Um schwimmen zu lernen, wurden sie so oft in den Bodensee geworfen, bis sie es gelernt hatten. Oswald Baer erkrankte 1911 an Gelenkrheumatismus und einer unheilbaren Herzerkrankung. Daraufhin war er zwei Jahre auf Bett und Rollstuhl angewiesen. Er machte seinen Vater dafür verantwortlich und scheute sich nicht, lebenslang finanzielle Forderungen zu stellen. Selbst seine Hochzeitsreise wurde vom Vater bezahlt. Mit der Aussicht auf einen nahen Tod war Oswald Baer sehr produktiv.
Noch im Jahr von Oswald Baers Matura 1925 wurden in der Vorarlberger Kunstgemeinde zwei seiner Gemälde ausgestellt. Auf Drängen des Vaters begann er in Wien Architektur zu studieren, brach das Studium aber bereits nach zwei Semestern ab. 1926 ging er nach Dornbirn. Ab 1927 besuchte er die Staatliche Hochschule für Bildende Kunst in Weimar als Schüler von Fritz Feigler (1889–1948) und Walther Klemm (1883–1957).
1928 wurde er Mitglied der Künstlervereinigung Der Kreis – Maler und Bildhauer am Bodensee und nahm auch an deren Wanderausstellungen teil. Im Vorarlberger Kunstmuseum wurde sein Bild von Josephine Baker zerschnitten. Im Jahr 1929 wurde Baer mit 22 Jahren Meisterschüler an der Weimarer Hochschule. 1930 erkrankte er an Typhus. 1931 nahm er an der 9. Thüringer Kunstausstellung teil und stellte gemeinsam mit anderen Meisterschülern Walter Klemms im Berliner Stadtschloss aus.
Im Jahr 1932 erreichte er erste Einzelausstellungen und wurde mit Walther Klemm, Otto Herbig, Karl Pietschmann und Alexander von Szpinger Begründer der Ausstellungsgemeinschaft Weimarer Secession. 1933 stellte er gemeinsam mit Karl Pietschmann in Weimar, mit Else Jaskolla im Jenaer Prinzessinnenschlösschen (Jenaer Kunstverein) und in Erfurt mit Otto Hofmann aus. 
Am 24. Oktober 1933 heiratete er Ense Heß, mit der er noch im selben Jahr nach Anacapri auf der italienischen Insel Capri zog. Von 1934 an war der Lebensmittelpunkt Jena, der Geburtsort seiner Frau. 1935 wurde die Tochter Gunhild, 1939 die Tochter Ilsmarie geboren.
Baer gehörte in Jena, u. a. mit den Künstlern Frida Mentz-Kessel und Hermann Schäfer-Kirchberg (1890–1970), zu den Unterstützern der Glaskünstlerin Grete Körner (1901–1983), der jüdischen Ehefrau des Malers und Glasgestalters Fritz Körner.
1937 wurde in der Nazi-Aktion „Entartete Kunst“ aus dem Museum für Kunst und Heimatgeschichte Erfurt (heute Angermuseum) und dem Schlossmuseum Weimar sechzehn Bilder Baers beschlagnahmt. Die meisten wurden danach vernichtet.  Die nächsten Jahre lassen sich als Innere Emigration und Broterwerb beschreiben: Oswald Baer gestaltete nun betont volkstümliche Fresken im Treppenhaus der Ernst-Abbe-Bibliothek Jena (1937) und in der Jenaer Gaststätte Schnapphans. 1938 entstand ein erstes Außenfresko an der Giebelwand der Gaststätte Kupferhütchen in Jena (heute Lucullum Helvetia, Löbdergraben 16). Diese volkstümliche Darstellung ist nicht mehr erhalten, doch konnten bei einer Restaurierung 2007 vier Sgraffiti im Schankraum freigelegt werden. Vor seinem Tod durch Herzinfarkt im Jahr 1941 konnte Baer nur den Mittelteil eines Triptychons im Haus der Frau in Jena beenden. Die öffentlichen Aufträge verdankte Oswald Baer auch Werner Meinhof (1901–1940), dem Vater von Ulrike Meinhof, der 1936 zum Direktor des Jenaer Kunstmuseums berufen wurde.
„Warum malen wir? Um eine Aufgabe zu erfüllen.“ Das sei die bürgerlich-philosophische Einstellung des Oswald Baer, wird seine Witwe Ense Heß in einem Brief von Rudolf Lemke zitiert.

## Werke

### 1937 als „entartet“ aus öffentlichen Sammlungen beschlagnahmte Werke
Museum für Kunst und Heimatgeschichte Erfurt
- Landschaft bei Jena (1934, Aquarell, 31 × 43 cm; vernichtet)
- Selbstbildnis mit Frau (Aquarell; vernichtet)
- Dünen im Mondlicht / Nidden (1936, Aquarell, 46 × 31 cm; 1947 sichergestellt und seit 1957 wieder im Angermuseum)
- Schwangere Frau (1932, Radierung, 28,5 × 19 cm; vernichtet)[3]
- Seelandschaft (1932, Radierung, 17 × 26,5 cm; Verbleib ungeklärt)
- Zwei Mädchen am Strand (1932, Radierung, 27 × 29,7 cm; Verbleib ungeklärt)
- Sich auskleidende Frau (1932, Radierung, 20,7 × 13 cm; vernichtet)
- Bodensee (Druckgrafik; vernichtet)
- Mädchen am Waschbecken (Druckgrafik; vernichtet)
- Netzflickende Fischer (Druckgrafik¸ vernichtet)
- Sitzende Frau (Druckgrafik; vernichtet)
- Männlicher Kopf (Druckgrafik; vernichtet)
- Kniende Frau (1931, Kohle-Zeichnung, 61,2 × 46 cm; vernichtet)

Schlossmuseum Weimar
- Der Genesende (1932, Öl auf Leinwand; vernichtet)
- Mädchen mit Tute (1932, Druckgrafik 28,6 × 19,7 cm; vernichtet)
- Positano (1933, Radierung, 11,4 × 17,1 cm; vernichtet)

### Weitere Werke
- Italienische Landschaft mit Osteria im Hintergrund (Öl, 42 × 85 cm; von den Nazis aus der Sammlung der Berlinerin Ida Baer geraubt; Verbleib ungeklärt)[4]

## Postume Ausstellungen
- 1941: Chemnitz, König-Albert-Museum (Gedächtnisausstellung)
- 1996: Jena, Städtische Museen (Ausstellung zum 90. Geburtstag aus dem Nachlass)
- 2006: Stadtmuseum Dornbirn
- 2006: Romantikerhaus der Städtischen Museen Jena (25 Drucke und Aquarelle aus Privatbesitz, die Baer in seinen letzten Lebensjahren von seiner heimatlichen Umgebung anfertigte)